# 신칸센 종합 차량 센터
신칸센 종합 차량 센터(일본어: 新幹線総合車両センター 신칸센소고샤료센타[*])는 일본 미야기현 미야기군 리후정에 있는 신칸센 차량 사업소이다. 일본 고속 철도 신칸센을 운행하는 신칸센 E2계 전동차, 신칸센 E5계 전동차, 신칸센 E926계 전동차의 정비 및 관리를 담당한다.

## 업무
- 신칸센 E2계 전동차, 신칸센 E5계 전동차, 신칸센 E926계 전동차 중정비 및 관리